# Edelweißboden

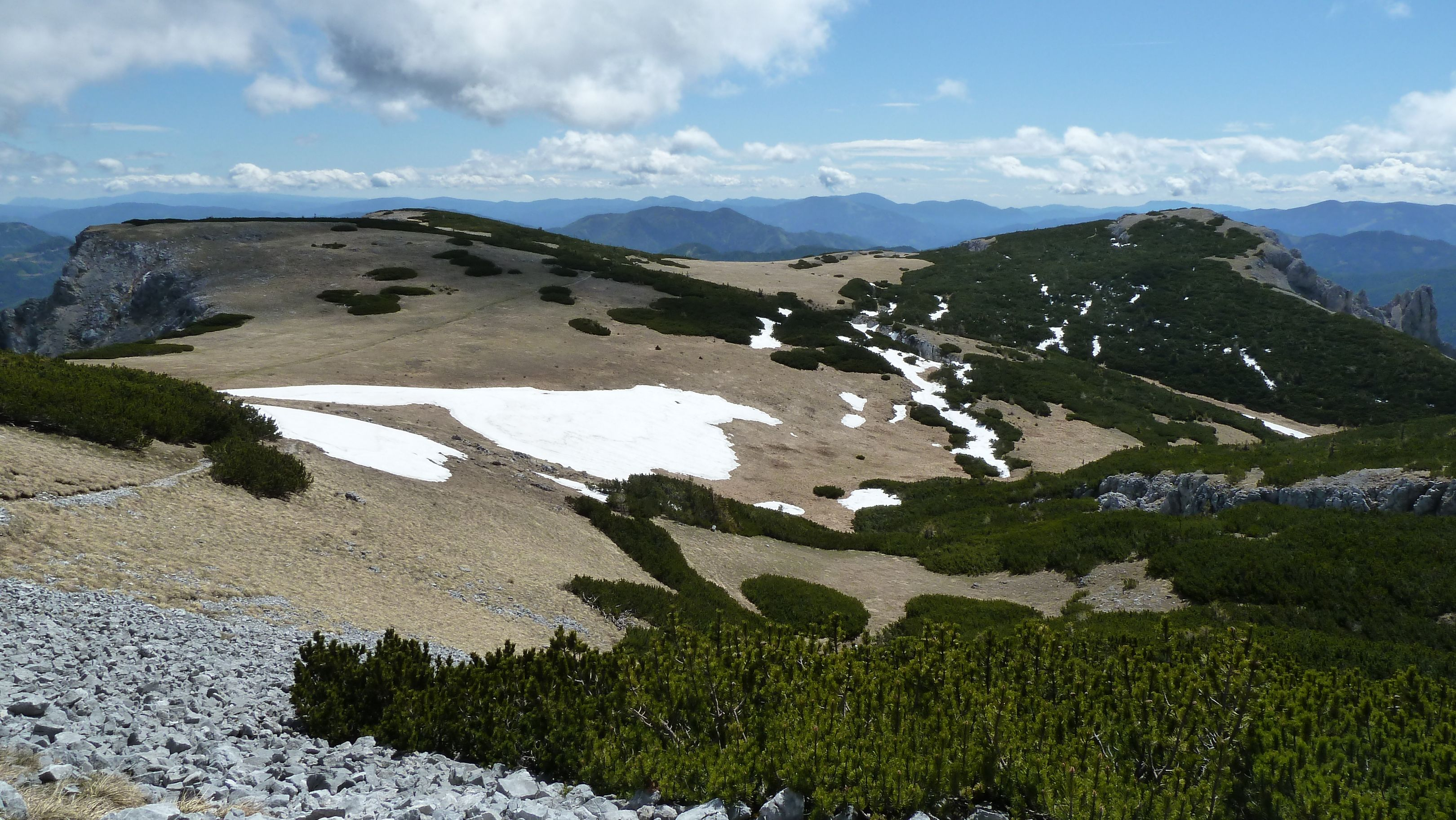
Edelweißböden im Naturschutzgebiet Almböden im Bereich des Trenchtlings, Blick Richtung Osten

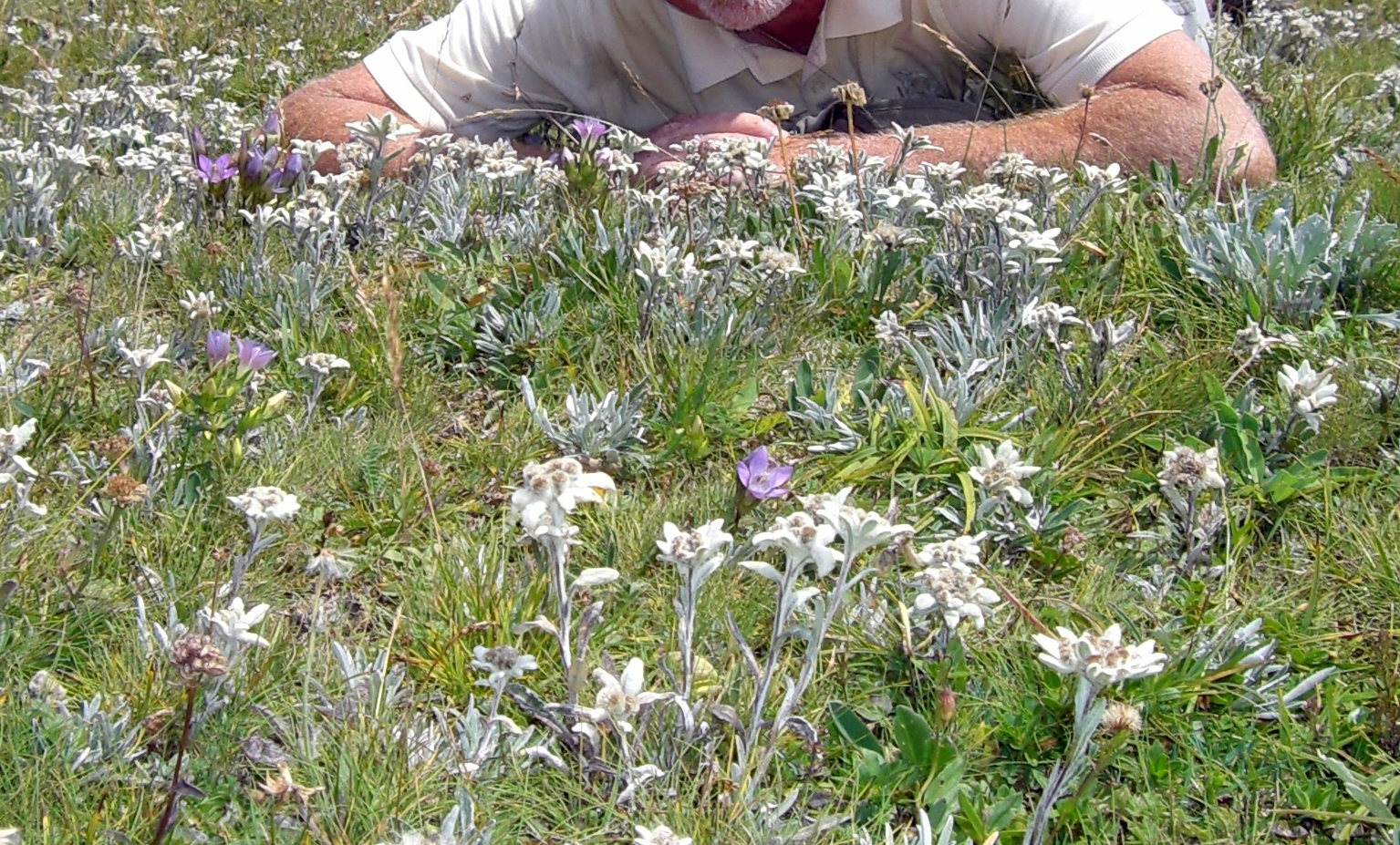
Edelweißboden am Trenchtling im Juli

Der Edelweißboden ist ein Plateau auf dem Trenchtling, einem Berg im Hochschwab-Massiv in der Steiermark. Der Trenchtling ist auf Grund der vielen seltenen alpinen Blütenpflanzenarten, die hier wachsen, eine botanische Besonderheit, was ihm auch das Prädikat „Blumenberg“ einbringt. Die höchste Erhebung über dem Trenchtling, der Hochturm (2081 m), und der Edelweißboden (ca. 1800 m) sind beliebte Ziele bei Wanderern und Bergsteigern. Auf älteren Karten ist das heute „Edelweißboden“ genannte Plateau noch mit dem Namen „Zirbenboden“ zu finden.
Der Edelweißboden ist für das namensgebende seltene Alpen-Edelweiß bekannt, das hier über eine selten große Fläche verteilt im Frühsommer in großer Anzahl blüht. Aber auch andere alpine Blumenarten wie verschiedenste Kohlröschen-Arten, kopfiges Läusekraut, Wundklee, Enzian und Clusius-Primeln wachsen hier und machen den Edelweißboden und den Trenchtling zu einem sehenswerten Naturgebiet. Neben der Flora können hier auch Gämsen und Steinböcke, und in Richtung Hochturm auch Murmeltiere angetroffen und beobachtet werden.

## Naturschutz
Viele der seltenen Pflanzenarten, und hier besonders das Edelweiß, sind durch den zunehmenden Tourismus gefährdet. Dabei werden oft einzelne Blumen ausgerissen, aber auch ganze Edelweißstöcke ausgegraben, um diese dann mit nach Hause zu nehmen. Das Sammeln und Pflücken von Edelweiß ist jedoch verboten. Dieses steht seit 1886 in Österreich unter Naturschutz.
Der Edelweißboden liegt innerhalb eines Naturschutzgebiets Almböden im Bereich des Trenchtlings und viele Hinweisschilder weisen auf den Schutz der seltenen Bergpflanzen hin.
Regelmäßige Kontrollen durch den Alpenverein helfen, die Zerstörung dieses Naturjuwels zu verhindern.